# Mormonia barnesii
Mormonia barnesii là một loài bướm đêm trong họ Noctuidae.